# Florijan Vodopivec
Florijan Vodopivec, slovenski montanist in geodet, * 2. maj 1934, Ljubljana, † julij 2018.
Vodopivec je študiral geodezijo na ljubljanski Fakulteti za arhitekturo, gradbeništvo in geodezijo (FAGG) in 1960 diplomiral. Na FNT je opravil 1972 magisterij iz rudarstva, na FAGG pa je 1974 doktoriral z disertacijo Določitev najbolj ustreznih formul za oceno natančnosti mestnih nivelmanskih mrež na podlagi merjenj Ljubljane. Leta 1963 je bil izvoljen za asistenta na katedri za rudarska merjenja in geofizikalna raziskovanja oddelka za montanistiko FNT, 1975 za docenta na FAGG (za predmet geodezija II), 1980 za izrednega profesorja (za predmeta geodezija II in geofizika) in 1986 za rednega profesorja. Bil je tudi predstojnik katedre za geodezijo (od 1984) in podiplomskega študija geodezije (od 1976), sodeloval je pri mednarodnih raziskovalnih projektih s področja geodinamike in poenotenja gravimetričnih meritev, do 1999 je bil tudi nacionalni koordinator pri ministrstvu za znanost in tehnologijo za področje geodezijenosilec raziskovalnih nalog zlasti s področja stabilnosti površja v rudnikih in HE. Bil je zaslužni član Zveze geodetov Slovenije ter Zveze inženirjev in tehnikov Slovenije, leta 2010 pa je bil imenovan za zaslužnega profesorja Univerze v Ljubljani.   
Napisal je skripta: Razdaljemeri in trilateracija (1982), Trigonometrično višinomerstvo (1985), Precizni nivelman (1988); Geodezija II - razdaljemeri in trilateracija (1992) in Geodezija II - višinomerstvo (1997). objavil več strokovnih člankov in opravil več raziskav s področja geodezije in rudarskih merjenj v rudniku živega srebra v Idriji, sodeloval je tudi pri mednarodnih raziskovalnih projektih s področja geofizike in geodinamike ter bil državni koordinator za geodezijo pri ministrstvu za znanost in tehologijo RS.    